# Terêna jezik
Terêna jezik (ISO 639-3: ter; etelena, tereno), južnoaravački jezik kojim govori oko 15 000 Tereno Indijanaca u 20 sela (i dva grada) u brazilskim državama Mato Grosso do Sul i São Paulo (16 000 etničkih).
Mnogi pripadnici plemena služe se i portugalskim; latinično pismo.

## Vanjske poveznice
- Ethnologue (14th)
- Ethnologue (15th)
- [neaktivna poveznica]
- Lengua Terêna